# Saint-Maclou-la-Brière
Saint-Maclou-la-Brière és un municipi francès situat al departament del Sena Marítim i a la regió de Normandia. L'any 2007 tenia 486 habitants.

## Demografia

### Població
El 2007 la població de fet de Saint-Maclou-la-Brière era de 486 persones. Hi havia 162 famílies de les quals 19 eren unipersonals (4 homes vivint sols i 15 dones vivint soles), 54 parelles sense fills, 77 parelles amb fills i 12 famílies monoparentals amb fills.
La població ha evolucionat segons el següent gràfic:
Habitants censats

### Habitatges
El 2007 hi havia 193 habitatges, 168 eren l'habitatge principal de la família, 16 eren segones residències i 9 estaven desocupats. 181 eren cases i 8 eren apartaments. Dels 168 habitatges principals, 144 estaven ocupats pels seus propietaris, 23 estaven llogats i ocupats pels llogaters i 1 estava cedit a títol gratuït; 3 tenien una cambra, 15 en tenien tres, 52 en tenien quatre i 98 en tenien cinc o més. 122 habitatges disposaven pel capbaix d'una plaça de pàrquing. A 68 habitatges hi havia un automòbil i a 88 n'hi havia dos o més.

### Piràmide de població
La piràmide de població per edats i sexe el 2009 era:
| Homes | Edats   | Dones |
| ----- | ------- | ----- |
| 0     | 95 o +  | 0     |
| 0     | 90 a 94 | 0     |
| 0     | 85 a 89 | 0     |
| 0     | 80 a 84 | 4     |
| 0     | 75 a 79 | 4     |
| 4     | 70 a 74 | 0     |
| 16    | 65 a 69 | 16    |
| 16    | 60 a 64 | 8     |
| 8     | 55 a 59 | 4     |
| 20    | 50 a 54 | 20    |
| 16    | 45 a 49 | 16    |
| 16    | 40 a 44 | 12    |
| 32    | 35 a 39 | 20    |
| 4     | 30 a 34 | 20    |
| 12    | 25 a 29 | 4     |
| 28    | 20 a 24 | 8     |
| 16    | 15 a 19 | 8     |
| 16    | 10 a 14 | 28    |
| 32    | 5 a 9   | 16    |
| 16    | 0 a 4   | 4     |

## Economia
El 2007 la població en edat de treballar era de 307 persones, 224 eren actives i 83 eren inactives. De les 224 persones actives 210 estaven ocupades (123 homes i 87 dones) i 14 estaven aturades (1 home i 13 dones). De les 83 persones inactives 30 estaven jubilades, 24 estaven estudiant i 29 estaven classificades com a «altres inactius».

### Ingressos
El 2009 a Saint-Maclou-la-Brière hi havia 174 unitats fiscals que integraven 508,5 persones, la mediana anual d'ingressos fiscals per persona era de 18.538 €.

### Activitats econòmiques
Dels 7 establiments que hi havia el 2007, 1 era d'una empresa alimentària, 1 d'una empresa de construcció, 1 d'una empresa de comerç i reparació d'automòbils, 1 d'una empresa de transport, 2 d'empreses d'hostatgeria i restauració i 1 d'una empresa immobiliària.
L'únic servei als particulars que hi havia el 2009 era un guixaire pintor.
L'únic establiment comercial que hi havia el 2009 era una fleca.
L'any 2000 a Saint-Maclou-la-Brière hi havia 9 explotacions agrícoles.

## Equipaments sanitaris i escolars
El 2009 hi havia una escola elemental integrada dins d'un grup escolar amb les comunes properes formant una escola dispersa.

## Poblacions més properes
El següent diagrama mostra les poblacions més properes.